# 布索特
布索特，是西班牙巴伦西亚自治区阿利坎特省的一个市镇。总面积34km2，总人口1683人（2001年），人口密度50人/km2。